# Cabirias
Las Cabirias eran fiestas en honor de los Cabiros, celebradas en Tebas y en Lemnos y sobre todo en Samotracia, isla consagrada a ellos.
Algunos pretenden que estas fiestas fueran anteriores al reinado de Júpiter diciendo que él fue quien las hizo celebrar. Se hacían de noche y todo lo que se sabe de las ceremonias secretas que empleaban en ellas, consiste en que el iniciado, después de las pruebas las más espantosas, era colocado sobre un trono resplandeciente por medio de una infinidad de luces, los riñones ceñidos con un cinto de púrpura y en la cabeza una corona de ramas de olivo. En torno de él otros iniciados ejecutaban mientras tanto danzas simbólicas consagradas únicamente a este uso.